# Mouriri sellowiana
Mouriri sellowiana là một loài thực vật có hoa trong họ Mua. Loài này được (O. Berg) Burret mô tả khoa học đầu tiên năm 1931.